# Jean X (patriarche d'Antioche)
Pour les articles homonymes, voir Jean X (homonymie).
Jean X bar Shushan d'Antioche fut patriarche d'Antioche de l'Église jacobite d' août 1064 à  1073.

## Origine
Jean nait au XIe siècle sous le nom de « Yeshu » à Mélitène où il étudie la philologie la religion et la philosophie. Il devient ensuite moine dans un monastère local où il poursuit sa formation sous le patriarche Jean IX et devient célèbre pour sa piété et son éloquence.
En 1058, il est nommé patriarche d'Antioche sous le nom de Jean bar Shushan mais après l’intronisation de Athanase VI Haya à Amid il préfère se retirer et est réinstaller après la mort d'Athanase en 1063. Pendant son pontificat, Jean ordonne 17 métropolitains et évêques. Les patriarcats d'Antioche et d'Alexandrie entretenaient des contacts étroits l'un avec l'autre. Plus d'une fois leurs relations furent tendues, comme à l'époque des patriarches Jean X bar Shushan, et Christodolos d'Alexandrie, lorsqu'il s'opposèrent sur la présentation des oblations eucharistiques, dans lesquelles les Syriens avaient l'habitude de se mêler un peu. huile et sel (Neale, Patriarcat d'Alexandrie, II, 214). Christodolos rejetait cette pratique de façon insultante, et Jean X d'Antioche lui écrit plusieurs fois pour la défendre. En 1169, une nouvelle controverse, surgit sur l'utilisation de la confession auriculaire et elle met un terme définitif aux relations amicales entretenues entre les deux communautés.